# Forme verbale temporale în limba română
Limba română are mai puține forme verbale temporale decât franceza, de exemplu, dar este mult mai bogată în astfel de forme decât, bunăoară, maghiara.
La cinci moduri sunt două sau mai multe forme temporale, una de prezent și una sau mai multe de trecut. Indicativul are patru forme de trecut, iar conjunctivul, condițional-optativul, prezumtivul și infinitivul câte una. Forme de viitor are numai indicativul. Mai sunt și patru moduri, imperativul, participiul, gerunziul și supinul, care au o singură formă. Imperativul are valoare temporală de viitor, supinul tot de viitor în raport cu un verb regent la prezent sau la viitor, iar participiul – valoare de trecut. Gerunziul nu are valoare temporală prin el însuși, ci numai cea conferită de verbul său regent sau de un complement circumstanțial de timp pe care îl subordonează.

## Modul indicativ
Indicativul este modul cu cele mai multe forme temporale (șapte).

### Prezentul indicativ
Exemple:
| Conjugarea I infinitiv în -a | Conjugarea I infinitiv în -a | Conjugarea a II-a infinitiv în -ea a vedea | Conjugarea a III-a infinitiv în -e a bate | Conjugarea a IV-a  | Conjugarea a IV-a      | Conjugarea a IV-a   | Conjugarea a IV-a        |
| fără sufix                   | cu sufixul -ez a lucra       | Conjugarea a II-a infinitiv în -ea a vedea | Conjugarea a III-a infinitiv în -e a bate | infinitiv în -i    | infinitiv în -i        | infinitiv în -î     | infinitiv în -î          |
| fără sufix                   | cu sufixul -ez a lucra       | Conjugarea a II-a infinitiv în -ea a vedea | Conjugarea a III-a infinitiv în -e a bate | fără sufix a dormi | cu sufixul -esc a iubi | fără sufix a coborî | cu sufixul -ăsc a hotărî |
| ---------------------------- | ---------------------------- | ------------------------------------------ | ----------------------------------------- | ------------------ | ---------------------- | ------------------- | ------------------------ |
| cânt                         | lucrez                       | văd                                        | bat                                       | dorm               | iubesc                 | cobor               | hotărăsc                 |
| cânți                        | lucrezi                      | vezi                                       | bați                                      | dormi              | iubești                | cobori              | hotărăști                |
| cântă                        | lucrează                     | vede                                       | bate                                      | doarme             | iubește                | coboară             | hotărăște                |
| cântăm                       | lucrăm                       | vedem                                      | batem                                     | dormim             | iubim                  | coborâm             | hotărâm                  |
| cântați                      | lucrați                      | vedeți                                     | bateți                                    | dormiți            | iubiți                 | coborâți            | hotărâți                 |
| cântă                        | lucrează                     | văd                                        | bat                                       | dorm               | iubesc                 | coboară             | hotărăsc                 |

Observații:
1. La conjugarea I, în cazul unor verbe, între rădăcină și desinență apare sufixul -ez/-eaz-.
2. Și la conjugarea a IV-a sunt verbe cu sufix. Aici acesta este -esc/-eșt, la verbele cu infinitivul terminat în -i, și -ăsc/-ășt-, la cele cu infinitivul în -î.
3. Subiectul poate fi inclus, fiind exprimat prin desinență. Pronumele personal subiect se folosește numai dacă se dorește scoaterea în evidență a persoanei.
4. În cursul conjugării au loc multe alternanțe fonetice. În exemplele de mai sus acestea sunt: e – ă, e – ea, o – oa, d – z, sc – șt, t – ț.
5. Dacă desinența începe cu o consoană, între aceasta și rădăcină se folosește o vocală de legătură: cântăm, cântați, vedem, dormiți, coborâm.

Prezentul indicativ are următoarele valori:
- valori absolute, în propoziție principală, prin care exprimă:

- o acțiune din momentul vorbirii: Scriu o scrisoare;
- o acțiune care are loc în mod obișnuit cu o anumită periodicitate (prezent iterativ): Zilnic trec prin piață;
- o acțiune trecută (prezent istoric sau narativ): Ștefan cel Mare devine domn în 1457 și moare în 1504;
- o acțiune viitoare:

– propriu-zisă: Plec peste o oră;
– ordonată (valoare de imperativ): Pleci imediat!;
- o acțiune permanentă, un adevăr considerat ca atare (prezent gnomic sau etern): Pământul este rotund;

- valori relative, în propoziție subordonată:

- o acțiune simultană unei acțiuni trecute: N-am observat că vine după mine;
- o acțiune simultană unei acțiuni viitoare: Ai să vezi că vine (va veni).

### Imperfectul indicativ
Exemple:
| conjugarea I | conjugarea a II-a | conjugarea a III-a | conjugarea a IV-a | conjugarea a IV-a |
| conjugarea I | conjugarea a II-a | conjugarea a III-a | infinitiv în -i   | infinitiv în -î   |
| ------------ | ----------------- | ------------------ | ----------------- | ----------------- |
| cântam       | vedeam            | băteam             | iubeam            | coboram           |
| cântai       | vedeai            | băteai             | iubeai            | coborai           |
| cânta        | vedea             | bătea              | iubea             | cobora            |
| cântam       | vedeam            | băteam             | iubeam            | coboram           |
| cântați      | vedeați           | băteați            | iubeați           | coborați          |
| cântau       | vedeau            | băteau             | iubeau            | coborau           |

Observație: Desinențele sunt precedate de sufixul -a- la conjugarea I și a IV-a cu infinitivul în -î, și sufixul -ea- la celelalte verbe.
Imperfectul exprimă în general o acțiune trecută. Aceasta este cel mai adesea durativă, simultană cu altă acțiune trecută. În acest caz, valoarea sa poate fi:
- relativă, dacă cealaltă acțiune este exprimată în aceeași frază: În timp ce mânca a sunat telefonul;
- absolută, dacă cealaltă acțiune nu este exprimată (imperfect narativ sau descriptiv): Acolo locuiam în copilărie.

Altă valoare absolută, frecventă, este cea de a exprima acțiuni repetate în trecut (imperfect iterativ): Se certau mereu.
O valoare relativă este exprimarea unei acțiuni posterioare față de o acțiune trecută: Avusese cele mai bune rezultate în anul care se încheia.
O valoare excepțională a imperfectului este cea de condițional perfect: Dacă știam, veneam și eu = Dacă aș fi știut, aș fi venit și eu.

### Perfectul compus
Elementele componente ale perfectului compus sunt formele de prezent indicativ ale verbului a avea specializate ca verb auxiliar și participiul invariabil al verbului cu sens lexical:
am cântat / văzut / bătut / zis / iubit / coborât
ai cântat
a cântat
am cântat
ați cântat
au cântat
Perfectul compus se folosește de regulă cu valoare absolută, cea de a exprima o acțiune efectuată și încheiată în trecut, față de momentul vorbirii: Am făcut o excursie.
Uneori este folosit și cu valori relative:
- de mai mult ca perfect: Înainte de a pleca le-a explicat de ce a venit;
- de viitor apropiat: Acuma chiar am plecat;
- de viitor anterior: Până vine el s-a zis cu tine.

Avram 1997 menționează că perfectul compus apare frecvent cu valoare de mai mult ca perfect, dar trebuie evitat în situațiile în care este necesar să se precizeze cronologia acțiunilor. De asemenea, unii vorbitori folosesc perfectul compus cu valoare de imperfect, ceea ce este o abatere de la standard.

### Perfectul simplu
Exemple:
| conjugarea I | conjugarea a II-a | conjugarea a III-a | conjugarea a III-a | conjugarea a IV-a | conjugarea a IV-a |
| conjugarea I | conjugarea a II-a | cu sufixul -u-     | cu sufixul -se-    | infinitiv în -i   | infinitiv în -î   |
| ------------ | ----------------- | ------------------ | ------------------ | ----------------- | ----------------- |
| cântai       | văzui             | bătui              | zisei              | iubi              | coborâi           |
| cântași      | văzuși            | bătuși             | ziseși             | iubiși            | coborâși          |
| cântă        | văzu              | bătu               | zise               | iubi              | coborî            |
| cântarăm     | văzurăm           | băturăm            | ziserăm            | iubirăm           | coborârăm         |
| cântarăți    | văzurăți          | băturăți           | ziserăți           | iubirăți          | coborârăți        |
| cântară      | văzură            | bătură             | ziseră             | iubiră            | coborâră          |

Observații:

Perfectul simplu în România interbelică:
Zona de utilizare
Utilizare parțială
Utilizare rară
Absent
Regiunea istorică Oltenia evidențiată

1. La perfectul simplu, fiecare clasă de conjugare are un sufix specific înaintea desinențelor: la conjugările I și a IV-a, acesta este terminația infinitivului (-a-, respectiv -â-/-î-). Sufixul conjugării a II-a este -u-. Conjugarea a III-a se împarte în două grupe din acest punct de vedere: cu sufixul -u- și cu sufixul -se-. La conjugarea I, la persoana a III-a singular, sufixul -a- se schimbă în -ă- după o consoană nepalatală sau vocala u (cântă), și în -e- după o consoană palatală sau i (tăie).
2. Pluralul are de asemenea o marcă, sufixul -ră-.
3. Desinența de persoana a III-a singular este ∅. Dat fiind că sufixul verbelor de tipul a cânta este -ă-, această formă se poate confunda în scris cu forma de persoana a III-a singular a prezentului indicativ, dar nu și la oral, căci la perfectul simplu accentul cade pe ultima silabă, pe când la prezentul indicativ pe penultima: ['kɨntə] (prezent) ≠ [kɨn'tə] (perfect simplu).

Perfectul simplu are aceeași valoare absolută ca perfectul compus, dar în limba română standard este rezervat limbii operelor literare, fiind concurat și în aceasta de perfectul compus. Este preferat acestuia în narațiuni, ca însoțitor al vorbirii indirecte: – Unde ai fost? întrebă el. – M-am plimbat în parc, răspunse ea.

### Mai mult ca perfectul
Morfemul acestui timp este sufixul -se-, la care se adaugă desinențele perfectului simplu. De exemplu, forma cântasem este alcătuită din: rădăcina cânt + sufixul perfectului simplu -a- + sufixul mai mult ca perfectului -se- + desinența -m. Dat fiind că sufixul de perfect simplu al verbelor din a doua grupă a conjugării a III-a este tot -se-, forma de mai mult ca perfect a unui asemenea verb este, de exemplu, zisesem.
Mai mult ca perfectul are numai valoare relativă, cea de a exprima o acțiune terminată înaintea altei acțiuni încheiate în trecut. Acțiunea la care se raportează poate fi în aceeași frază (Terminasem de scris când ai venit tu) sau în contextul mai larg, înaintea propoziției în care se folosește: Spre seară terminasem de scris.
Avram 1997 observă că mai mult ca perfectul este un timp folosit destul de rar în vorbire, fiind înlocuit de multe ori cu perfectul compus, ceea ce reprezintă o pierdere pentru claritatea și variația exprimării.

### Viitorul
Viitorul românesc are trei tipuri formale. Primul, singurul folosit în registrul de limbă elevat, se constituie din formele de prezent indicativ specializate ca verb auxiliar ale verbului a vrea și infinitivul verbului cu sens lexical:
voi cânta / vedea / bea / zice / iubi / coborî
vei cânta
va cânta
vom cânta
veți cânta
vor cânta
În limba vorbită, la unul din tipurile formale ale viitorului, auxiliarul a vrea are o formă mai scurtă: oi, ăi, o, om, ăți, or.
Alt tip formal de limbă vorbită al viitorului se alcătuiește din formele obișnuite ale prezentului indicativ al verbului a avea și formele de prezent conjunctiv ale verbului cu sens lexical:
am să cânt / văd / bat / zic / iubesc / cobor
ai să cânți / vezi / bați / zici / iubești / cobori
are să cânte / vadă / bată / zică / iubeasă / coboare
avem să cântăm / vedem / batem / zicem / iubim / coborâm
aveți să cântați / vedeți / bateți / ziceți / iubiți / coborâți
au să cânte / vadă / bată / zică / iubeasă / coboare
Formele de persoana a III-a ale acestui tip formal sunt rar folosite, iar cele de persoana I și a II-a plural și mai rar, dar există și un tip formal de limbă vorbită mai simplu, cu verbul auxiliar invariabil o:
o să cânt / văd / bat / zic / iubesc / cobor
o să cânți / vezi / bați / zici / iubești / cobori
o să cânte / vadă / bată / zică / iubeasă / coboare
o să cântăm / vedem / batem / zicem / iubim / coborâm
o să cântați / vedeți / bateți / ziceți / iubiți / coborâți
o să cânte / vadă / bată / zică / iubeasă / coboare
Aceste forme de viitor se folosesc de obicei cu valoare absolută, exprimând o acțiune care urmează să se efectueze după momentul vorbirii: Am să sosesc / O să sosesc / Voi sosi la ora cinci. Poate fi folosit și ca timp relativ, pentru exprimarea anteriorității (După ce vom asculta toate părerile, vom trage concluziile) sau a posteriorității (Credeam că va veni, dar n-a fost așa) față de acțiunea predicatului propoziției principale. Se mai utilizează și cu valoarea modală a imperativului: Veți lua măsurile necesare.

### Viitorul anterior
Acest timp, rar folosit în limba vorbită, se formează din viitorul de registru elevat al verbului auxiliar a fi și participiul invariabil al verbului cu sens lexical:
voi fi cântat / văzut / bătut / zis / iubit / coborât
vei fi cântat
va fi cântat
vom fi cântat
veți fi cântat
vor fi cântat
Viitorul anterior este exclusiv un timp relativ, exprimând o acțiune care urmează să se efectueze după momentul vorbirii, dar înaintea altei acțiuni viitoare, prezentă în aceeași frază (Nu vom putea ajunge la o concluzie definitivă până nu vom fi demonstrat…) sau în contextul mai larg: Până atunci își va fi făcut efectul.

### Perifraze care exprimă viitorul
Mai sunt și câteva perifraze incomplet gramaticalizate.
Una din acestea exprimă o acțiune posterioară acțiunii verbului regent la un timp trecut: Nimeni nu știa atunci că el avea să devină scriitorul cu cel mai mare succes din generația sa.
Alta exprimă o acțiune viitoare apropiată de momentul vorbirii: Urmează să plec la țară.
Cu imperfectul lui a urma, acțiunea este raportată la un moment din trecut: Urma să plec…

## Modul conjunctiv
Morfemul specific al conjunctivului este conjuncția să.

### Prezentul conjunctiv
În afară de să, la acest timp conjunctivul mai are ca morfem desinența persoanei a treia singular și plural, care provoacă și schimbări fonetice în sufixul pe care îl au unele verbe. La celelalte persoane sunt aceleași desinențe ca la prezentul indicativ. Exemple:
| Conjugarea I Infinitiv în -a | Conjugarea I Infinitiv în -a | Conjugarea a II-a Infinitiv în -ea a vedea | Conjugarea a III-a Infinitiv în -e a bate | Conjugarea a IV-a  | Conjugarea a IV-a      | Conjugarea a IV-a   | Conjugarea a IV-a        |
| Fără sufix a cânta           | Cu sufixul -ez a lucra       | Conjugarea a II-a Infinitiv în -ea a vedea | Conjugarea a III-a Infinitiv în -e a bate | Infinitiv în -i    | Infinitiv în -i        | Infinitiv în -î     | Infinitiv în -î          |
| Fără sufix a cânta           | Cu sufixul -ez a lucra       | Conjugarea a II-a Infinitiv în -ea a vedea | Conjugarea a III-a Infinitiv în -e a bate | Fără sufix a dormi | Cu sufixul -esc a iubi | Fără sufix a coborî | Cu sufixul -ăsc a hotărî |
| ---------------------------- | ---------------------------- | ------------------------------------------ | ----------------------------------------- | ------------------ | ---------------------- | ------------------- | ------------------------ |
| să cânt                      | să lucrez                    | să văd                                     | să bat                                    | să dorm            | să iubesc              | să cobor            | să hotărăsc              |
| să cânți                     | să lucrezi                   | să vezi                                    | să bați                                   | să dormi           | să iubești             | să cobori           | să hotărăști             |
| să cânte                     | să lucreze                   | să vadă                                    | să bată                                   | să doarmă          | să iubească            | să coboare          | să hotărască             |
| să cântăm                    | să lucrăm                    | să vedem                                   | să batem                                  | să dormim          | să iubim               | să coborâm          | să hotărâm               |
| să cântați                   | să lucrați                   | să vedeți                                  | să bateți                                 | să dormiți         | să iubiți              | să coborâți         | să hotărâți              |
| să cânte                     | să lucreze                   | să vadă                                    | să bată                                   | să doarmă          | să iubească            | să coboare          | să hotărască             |

### Perfectul conjunctiv
Acest timp are particularitatea de a nu avea forme variabile după persoană. Dacă verbul nu are subiect exprimat, persoana trebuie să reiasă din context. Structura sa este: conjuncția să + verbul auxiliar fi (la infinitiv fără a) + participiul invariabil al verbului cu sens lexical:
să fi cântat / văzut / bătut / zis / iubit / coborât

### Valori
Conjunctivul exprimă în general o acțiune, o întâmplare sau o stare virtuală, adică realizabilă sau posibilă. Astfel, poate fi vorba de o acțiune dorită, preferată, permisă, cerută, recomandată, necesară, obligatorie etc., în propoziție pozitivă, dar verbul poate fi și negat.
În propoziție principală, conjunctivul are ca valori specifice exprimarea unei urări (Să-ți fie de bine!), a protestului sau a indignării (Eu să fac așa ceva?!), a dilemei: Să merg sau nu? Valorile sale nespecifice sunt în această situație cea de imperativ (Să pleci imediat! = Pleacă imediat!), cea de prezumtiv (Așa să fie? = Așa o fi?) și cea de optativ: Numai să fiu sănătos! = Numai de-aș fi sănătos!
Valorile specifice ale conjunctivului se manifestă cel mai pregnant în propoziții subordonate, ceea ce exprimă depinzând de verbul său regent:
- acțiune posibilă/imposibilă: (Nu) e posibil să reușim;
- acțiune dorită/nedorită: (Nu) vreau să plec;
- acțiune intenționată/neintenționată: (Nu) am de gând să te pedepsesc;
- acțiune preferată sau nu: Prefer să (nu) rămân;
- acțiune cerută/necerută: (Nu) îți cer să mă anunți;
- acțiune recomandată/nerecomandată: (Nu) te sfătuiesc să încerci;
- acțiune necesară/inutilă: (Nu) e nevoie să ne mai gândim;
- acțiune obligatorie/facultativă: (Nu) trebuie să mai discutăm;
- acțiune permisă/interzisă: (Nu) îți dau voie să vii cu mine;
- acțiune în legătură cu care vorbitorul are un sentiment, o stare sufletească (dacă verbul regent este la condițional): M-aș bucura să vii și tu.

Și în propoziție subordonată, conjunctivul poate avea valori nespecifice:
- Verbul regent poate conferi conjunctivului un caracter real, acesta denumind acțiunea, valoare specifică infinitivului: Am început să cânt.
- Conjunctivul poate fi folosit cu valoarea condiționalului în propoziție circumstanțială condițională sau concesivă: Să-ți fi cerut eu, nu-mi dădeai = Dacă ți-aș fi cerut eu,…;
- Altă valoare nespecifică este cea de prezumtiv: Nu știu să fi venit aici.

În cazul unor verbe regente există concurență între conjunctiv și indicativ. Este vorba de verbe care exprimă:
- speranța: Sper să vină/că va veni și Petre.
- opinia la negativ: Nu cred să fie/că este bine așa.
- un sentiment, o stare sufletească (dacă verbul regent este la indicativ): Mă tem să nu plece/că pleacă.

### Sintaxă
Verbul la conjunctiv poate fi predicat în mai multe tipuri de propoziții.
Propozițiile principale în care se găsește pot fi exclamative sau interogative, pozitive sau negative.
Conjunctivul poate fi predicatul oricărei propoziții subordonate necircumstanțiale, în afară de cea de agent, dar cunoaște mai multe resticții în ceea ce privește subordonatele circumstanțiale. Poate fi predicatul următoarelor propoziții circumstanțiale:
- de timp care exprimă anterioritatea față de propoziția regentă, introdusă prin anumite locuțiuni conjunctive: Am ajuns la gară înainte ca trenul să fi sosit, Până (când) să mă trezesc, el plecase deja, A trecut multă vreme până să-l cunosc;
- de scop, în care este singurul mod posibil: Am venit (ca) să te văd, Ud cu multă apă, pentru ca florile să se dezvolte bine;
- de mod propriu-zisă introdusă prin să sau fără (ca …) să: Nu rezistă el să nu se ducă la ea, Muncește fără să se gândească la rezultat;
- condițională, când conjunctivul are valoare de condițional: Să-ți fi cerut eu, nu-mi dădeai;
- concesivă introdusă prin și fără să: Merg și fără să mă invite;
- opozițională introdusă prin în loc să sau fără să: În loc să muncească, pierde vremea, A concurat mereu, fără să câștige niciodată;
- de excepție introdusă prin decât să: Nu vreau altceva decât să dorm.

Prin urmare, conjunctivul nu poate fi predicat în următoarele tipuri de propoziții circumstanțiale: de timp care exprimă o acțiune simultană sau posterioară, de cauză, de mod comparativă sau de grad și măsură, consecutivă, instrumentală, sociativă, de relație și cumulativă.

## Modul condițional-optativ
Din punct de vedere morfologic, prezentul condițional se alcătuiește în mod analitic. Verbul auxiliar ar fi, după unele păreri, forme ale lui a avea, dintre care cele de persoana I singular, a III-a singular și a III-a plural specializate pentru condițional. Conform altei păreri, auxiliarul ar proveni din formele de perfect simplu și de imperfect indicativ contopite ale verbului a vrea.
Exemple de conjugare:
aș aduna / părea / începe / iubi / coborî
ai aduna
ar aduna
am aduna
ați aduna
ar aduna
Perfectul condițional-optativ este alcătuit din prezentul condițional al verbului a fi și participiul invariabil al verbului cu sens lexical:
aș fi adunat / părut / început / iubit / coborât
ai fi adunat
ar fi adunat
am fi adunat
ați fi adunat
ar fi adunat

### Valori și sintaxă
Valorile specifice ale acestui mod sunt:
- de condițional, când exprimă:

- o condiție sau o acțiune condiționată: Dacă m-ai invita, aș veni;
- o concesie: Chiar de ar veni, nu mi-ar fi de folos;
- o comparație ireală: Se uită la el ca și cum nu l-ar cunoaște;

- de optativ,

- când acțiunea este dorită: De-aș avea o mașină ca asta!;
- în locul indicativului, pentru atenuarea:

- unei cereri: Aș vrea puțină apă;
- unei opinii: Ar trebui să te odihnești mai mult;

- de potențial, când se exprimă numai faptul că acțiunea este posibilă, virtuală: Ai crede că ea scrie poezii?

În propoziție subordonată, condiționalul poate avea valoare de prezumtiv: Am auzit că Petre ar fi avut un accident.
Din punct de vedere sintactic, verbul la modul condițional poate fi predicatul multor tipuri de propoziții. Considerându-se propozițiile în sine, este vorba de propoziția enunțiativă optativă (Aș bea o bere), de propoziția enunțiativă potențială (N-aș face așa ceva), de propoziția interogativă potențială (Ți-ai fi închipuit așa ceva?), acestea putând fi neexclamative sau exclamative, precum și pozitive sau negative.
Avându-se în vedere sintaxa frazei, condiționalul se poate găsi în propoziție principală și în multe tipuri de propoziții subordonate:
- subiectivă cu verb regent care exprimă:

- certitudinea/incertitudinea: (Nu) e sigur că ar fi mulțumit, dacă ar afla;
- probabilitatea: Probabil că n-aș ști ce să fac într-o asemenea situație;

- predicativă, obligatoriu dacă este introdusă prin locuțiunea conjunctivală ca și cum (Totul este ca și cum nu s-ar fi întâmplat nimic), posibil după cuvintele introductive care se folosesc și cu indicativul: Problema este cine ar veni în condițiile acestea;
- atributivă, dacă acțiunea sa depinde de o condiție: Am găsit un om care m-ar ajuta dacă l-aș plăti;
- completivă directă cu verb regent care exprimă:

- declarația: Afirm că Paul ar veni dacă ar putea;
- opinia la pozitiv sau negativ: (Nu) cred că aș reuși dacă aș încerca;

- completivă indirectă: Sunt sigur că ai fi de acord cu așa ceva;
- completivă de agent: Tabloul acesta ar fi admirat de oricine l-ar vedea;
- circumstanțială de loc: Ar veni cu mine oriunde aș vrea;
- circumstanțială de timp introdusă prin unele cuvinte: Aș aștepta cât timp ar trebui;
- circumstanțială de mod, în care condiționalul este posibil cu unele cuvinte introductive (de exemplu: Aș face așa cum mi s-ar spune), chiar obligatoriu în cea comparativă condițională: Dansează ca și cum / de parcă / parcă ar pluti;
- consecutivă, în cazul unei consecințe ipotetice: Ținea ziarul astfel, încât l-aș fi putut citi și eu, dar pe mine nu mă interesa;
- circumstanțială instrumentală: Aș trimite scrisoarea prin oricine ar fi dispus s-o ducă;
- circumstanțială sociativă: Aș pleca cu oricine ar veni cu mine;
- circumstanțială condițională, dacă și verbul regent este la condițional: Dacă ar putea, ar veni;
- circumstanțială concesivă, mai ales cea ipotetică: Oricine ar suna, nu deschid ușa;
- circumstanțială opozițională cu unele cuvinte introductive: Într-o asemenea situație eu aș ezita, pe când el ar acționa imediat;
- circumstanțială cumulativă cu unele cuvinte introductive: A spus și altceva decât s-ar fi cuvenit;
- circumstanțială de excepție: N-aș invita decât pe cine ai invita și tu.

## Modul prezumtiv
Modul prezumtiv are două timpuri: prezent și perfect.
Prezumtivul prezent are forme specifice pentru acest mod, alcătuite din viitorul verbului auxiliar a fi și gerunziul verbului cu sens lexical. Auxiliarul poate avea două forme, una mai elevată (voi fi etc.), cealaltă mai curentă (oi fi etc.) Exemplu de conjugare:
| voi/oi vei/ăi va/o vom/om veți/ăți vor/or | fi adunând |

Perfectul prezumtiv nu are forme specifice. Ele sunt aceleași cu ale indicativului viitor anterior, construite cu viitorul auxiliarului și participiul verbului cu sens lexical:
| voi/oi vei/ăi va/o vom/om veți/ăți vor/or | fi adunat |

Prezentul prezumtiv are următoarele valori:
- absolute:

- o acțiune din momentul vorbirii: Va fi știind el ceva;
- o acțiune viitoare: Mâine o fi plecând vreun avion?;
- o acțiune nesituată în timp (prezent iterativ): Va fi trecând zilnic prin piață;
- o acțiune permanentă (prezent etern): Pământul va fi fiind rodnic pe acolo;

- relative:

- o acțiune simultană cu cea din principală: Credeam că va fi știind;
- o acțiune posterioară celei din principală: Mă întrebam dacă a doua zi o fi plecând vreun avion.

Perfectul prezumtiv exprimă, ca timp absolut, o acțiune trecută față de momentul vorbirii (O fi știut el ceva), iar ca timp relativ – o acțiune trecută, de obicei anterioară (Nu-și amintea dacă o fi dormit sau nu) sau simultană: L-a putut vedea când o fi trecut pe acolo.

## Modul imperativ
Din punct de vedere morfologic, imperativul românesc are numai forme de persoana a II-a singular și plural. Este singurul mod la care sunt diferențe între formele pozitive și cele negative. Cele pozitive se regăsesc la prezentul indicativ și la prezentul conjunctiv, dar nu totdeauna la aceleași persoane, iar cele negative de singular sunt identice cu forma de prezent infinitiv. Exemple:
| Conjugarea I   | Conjugarea I   | Conjugarea I   | Conjugarea I   | Conjugarea a II-a | Conjugarea a III-a | Conjugarea a III-a | Conjugarea a III-a | Conjugarea a III-a |
| fără sufix     | fără sufix     | cu sufixul -ez | cu sufixul -ez | Conjugarea a II-a | tranzitiv          | tranzitiv          | intranzitiv        | intranzitiv        |
| formă pozitivă | formă negativă | formă pozitivă | formă negativă | formă pozitivă    | formă pozitivă     | formă negativă     | formă pozitivă     | formă negativă     |
| -------------- | -------------- | -------------- | -------------- | ----------------- | ------------------ | ------------------ | ------------------ | ------------------ |
| cântă!         | nu cânta!      | lucrează!      | nu lucra!      | vezi!             | bate!              | nu bate!           | rămâi!             | nu rămâne!         |
| cântați!       | nu cântați!    | lucrați!       | nu lucrați!    | vedeți!           | bateți!            | nu bateți!         | rămâneți!          | nu rămâneți!       |

| Conjugarea a IV-a | Conjugarea a IV-a | Conjugarea a IV-a | Conjugarea a IV-a | Conjugarea a IV-a | Conjugarea a IV-a | Conjugarea a IV-a | Conjugarea a IV-a |
| infinitiv în -i   | infinitiv în -i   | infinitiv în -i   | infinitiv în -i   | infinitiv în -î   | infinitiv în -î   | infinitiv în -î   | infinitiv în -î   |
| fără sufix        | fără sufix        | cu sufixul -esc   | cu sufixul -esc   | fără sufix        | fără sufix        | cu sufixul -ăsc   | cu sufixul -ăsc   |
| formă pozitivă    | formă negativă    | formă pozitivă    | formă negativă    | formă pozitivă    | formă negativă    | formă pozitivă    | formă negativă    |
| ----------------- | ----------------- | ----------------- | ----------------- | ----------------- | ----------------- | ----------------- | ----------------- |
| dormi!            | nu dormi!         | iubește!          | nu iubi!          | coboară!          | nu coborî!        | hotărăște!        | nu hotărî!        |
| dormiți!          | nu dormiți!       | iubiți!           | nu iubiți!        | coborâți!         | nu coborâți!      | hotărâți!         | nu hotărâți!      |

### Valori și sintaxă
Valorile principale ale imperativului sunt cele de poruncă (Ieși!) și de interdicție (Nu vorbi!), dar aceleași forme au și alte funcții pragmatice:
- comandă: Rupeți rândurile!;
- îndemn: Apa e caldă, scăldați-vă;
- sfat: Folosește un ferăstrău;
- indicație: Luați-o pe prima stradă la dreapta;
- cerere insistentă: Fă asta pentru mine!;
- amenințare atenuată: Supără-mă, supără-mă!;
- rugăminte: Dă-mi împrumut zece lei, te rog!, Nu mă uita!;
- invitație: Vino pe la mine;
- permisiune: Pleacă dacă vrei;
- îndemn la renunțare: Nu te duce acolo acum.

Ca funcție sintactică, verbul la imperativ poate fi predicat într-un număr redus de tipuri de propoziție. Considerându-se propozițiile în sine, se poate găsi numai în propoziții imperative pozitive sau negative. Avându-se în vedere sintaxa frazei, imperativul poate fi predicat numai în propoziții principale.

## Modul infinitiv
Prezentul infinitiv este o formă temporală simplă, terminată în unul din cinci sufixe specifice clasei de conjugare a verbului. Mai are ca morfem și cuvântul a, la origine prepoziție. Exemple:
- conjugarea I: a cânta;
- conjugarea a II-a: a vedea;
- conjugarea a III-a: a bate;
- conjugarea a IV-a: a fugi, a coborî

Această formă are valori temporale diferite după funcțiile sale sintactice:
- o acțiune nesituată precis în timp (infinitiv atemporal):

- subiect: A munci e o datorie;
- nume predicativ: Obligația ta este a învăța;
- atribut: obligația de a rezista;
- o acțiune viitoare (infinitivul cu valoare de imperativ): A se scutura înainte de întrebuințare!;

- o acțiune simultană cu cea a verbului regent, dacă are funcția de complement: Pot / Am putut / Am să pot urca;
- o acțiune posterioară celei a verbului regent:

- complement circumstanțial de scop: A intrat pentru a vedea filmul;
- complement circumstanțial de timp: A ieșit înainte de a se termina spectacolul.

Perfectul infinitiv exprimă o acțiune trecută, de regulă anterioară celei a verbului regent (Faptul de a fi declarat adevărul l-a pus într-o lumină proastă), sau posterioară, dacă are funcția de complement circumstanțial de timp: Înainte de a fi venit el, mă simțeam bine.

## Modul gerunziu
Gerunziul românesc provine de la forma corespunzătoare din limba latină: cantandum > cântând. Este marcat prin sufixul -ând, la majoritatea verbelor, sau -ind: fugind. Urmat de un pronume neaccentuat conjunct, personal (cu excepția lui o) sau reflexiv, i se adaugă vocala de legătură -u-: ducându-l, văzându-se.
În ceea ce privește alte forme verbale, gerunziul intră în compoziția formei de prezent a modului prezumtiv: voi/oi fi greșind.

### Valori modale și temporale
Fiind un mod dependent, gerunziul preia de obicei semnificația modală și temporală a verbului regent:
- indicativ: A intrat spărgând ușa, A fugit mâncând pământul;
- conjunctiv: A început să cânte, murmurând încet;
- condițional-optativ: Stând aici, mi-ai fi de folos;
- prezumtiv: O fi plecat plângând;
- imperativ: Pleacă, luându-ți tot ce ai!;
- infinitiv: Nu se recomandă a citi mâncând.

Totuși, uneori gerunziul are valori modale sau/și temporale diferite de ale verbului regent:
- valoare modală diferită – de exemplu conjunctiv față de indicativ: Nu l-am văzut ducându-se pe acolo = Nu l-am văzut să se fi dus…;
- valoare temporală diferită:

- imperfect față de perfect: A sosit plângând;
- prezent față de viitor: Nu va ajunge la timp, distanța fiind mare.

De obicei, gerunziul exprimă o acțiune în desfășurare, simultană cu acțiunea verbului regent (a se vedea exemplele de mai sus).

### Sintaxă

#### Compliniri
Din punct de vedere sintactic, valorile verbale ale gerunziului nu sunt concurate de valori nominale. El poate primi toate complinirile verbului:
- subiect:

- de obicei același ca al verbului regent (exemplele de mai sus);
- uneori subiect propriu: Am văzut-o dormind;

- nume predicativ: Fiind băiet păduri cutreieram (Mihai Eminescu);
- complement de diverse specii:

- complement direct: Absolvind liceul, s-a înscris la facultate;
- complement indirect: Pleacă, luându-ți tot ce ai!;
- complement circumstanțial de loc: Stând aici, mi-ai fi de folos;
- complement circumstanțial de mod: A început să cânte, murmurând încet;

- element predicativ suplimentar: M-a lăsat ieșind furios.

#### Funcții sintactice
Pe lângă valoarea verbală ca element regent, gerunziul are mai ales valoare adverbială ca parte de propoziție, exprimând diferite complemente circumstanțiale:
- complement circumstanțial de cauză: Venind la timp, am găsit loc;
- complement circumstanțial de mod: A intrat spărgând ușa;
- complement circumstanțial de timp: Primind scrisoarea, a răspuns imediat;
- complement circumstanțial condițional: Având răbdare, ai să afli imediat;
- complement circumstanțial concesiv: Știind că n-ai să-mi răspunzi, eu tot am să-ți scriu;
- complement circumstanțial instrumental: I-a răspuns punându-i o întrebare.

Mai rar, gerunziul poate îndeplini și alte funcții sintactice:
- atribut: o fată semănând a băiat;
- element predicativ suplimentar: Am văzut-o plângând;
- complement direct: Am auzit vorbindu-se despre asta;
- subiect: Se aude trăsnind.

## Modul participiu
În gramaticile limbii române se ia în seamă o singură formă de participiu, cu valoare de trecut, definit ca formă nominală a verbului sau ca mod nepersonal și nepredicativ, care exprimă o acțiune suferită sau îndeplinită de un obiect, o acțiune concepută ca o expresie a stării obiectului, ca o însușire statică a acestuia.
Participiul românesc provine din forma de participiu pasiv perfect din latină: cantatus, -a, -i, -æ > cântat, -tă, -ți, -te. Din punct de vedere formal, este marcat de sufixul -t (la majoritatea verbelor) sau -s (la cele mai multe verbe cu perfectul simplu în -se-): zis, -să, -și, -se. Cu valoare adjectivală, participiul are forme de gen, număr și caz ca adjectivele variabile de tipul bun, precum și grade de comparație: La bunici era mai iubită decât acasă, El a fost cel mai lovit.
Participiul are valoare verbală sau adjectivală în diferite grade, în funcție de rolul său:
- Are valoare exclusiv verbală în formele verbale compuse de la diateza activă: perfect compus, viitor anterior, conjunctiv perfect, condițional-optativ perfect, prezumtiv perfect, infinitiv perfect.
- Are valoare adjectivală și verbală la diateza pasivă.
- Are valoare exclusiv adjectivală când este cuvânt autonom, caz în care se vorbește despre adjectiv provenit din participiu.

Din punctul de vedere al diatezelor, participiul folosit autonom poate avea:
- sens pasiv (la majoritatea verbelor active tranzitive): data fixată, momentul ales;
- sens activ (la toate verbele active intranzitive și la unele tranzitive, precum și la verbele reflexive de la care se folosește participiul): prieten plecat, scrisoarea venită, minciună sfruntată, tragedia întâmplată, om odihnit.

Valoarea temporală a participiului este totdeauna de trecut, acțiunea pe care o exprimă fiind prezentată ca terminată, cu efecte care persistă sau nu în momentul vorbirii.

### Sintaxă
Complinirile și funcțiile sintactice ale participiului țin atât de natura sa verbală, cât și de cea adjectivală.
Participiul poate avea următoarele compliniri:
- complement de agent: realitatea văzută de către artist;
- complement circumstanțial de diverse specii: hotărârea luată cu majoritate de voturi, cartea uitată pe masă, florile culese dimineața;
- nume predicativ: tânărul devenit inginer;
- element predicativ suplimentar: fata numită Ana;
- subiect (în așa-numite construcții absolute): O dată terminată vacanța, au reintrat în normal.

Participiul poate exprima părți de propoziție care țin de natura sa adjectivală, adică poate fi:
- atribut verbal: Copitele potcovite ale tuspatru picioarelor sale [...] scăpărau în toate părțile (Calistrat Hogaș)[40];
- atribut circumstanțial: Privit pe hartă, Siretul pare un copac uriaș […][40];
- nume predicativ: Artistul a devenit cunoscut în toată lumea;
- element predicativ suplimentar: Vă facem cunoscută decizia consiliului;
- complement circumstanțial de cauză: De răsfățat ce este, crede că i se cuvine totul;
- complement circumstanțial de mod: Vorbea pierdut în cuvinte.

## Modul supin
În gramaticile limbii române se consideră la modul supin (formă nominală de supin) forma de participiu a verbului precedată de regulă de o prepoziție, cel mai adesea de, altele fiind după, la, pe, pentru.
Supinul are atât natură nominală, cât și verbală. De natura sa nominală țin funcțiile sintactice pe care le poate avea, și faptul că se construiește cu prepoziții. Natura sa verbală se manifestă prin determinantele pe care le poate primi, printre care nu se numără și atributul.
Valoarea semantică generală a supinului este numirea acțiunii ca scop, iar verbul la supin poate fi ca funcție sintactică:
- subiect: E greu de înțeles;
- predicat: De reținut acest lucru;
- nume predicativ: El era de invidiat;
- atribut: mașină de scris
- complement direct: Am terminat de scris;
- complement indirect: M-am apucat de făcut conserve;
- complemente circumstanțiale: Întârziase pe la prins raci, S-a schimbat mult, de nerecunoscut.

La rândul său, verbul la supin poate avea ca determinant complemente pe care le poate avea la modurile personale: complement direct (S-a dus la cules cireșe), complement indirect (gata de dat studenților), complement de agent: calități ușor de constatat de către oricine etc.
Forma de supin se folosește și în funcție complement de relație), repetând verbul la un mod personal, pentru a insista asupra sa: De înțeles, înțeleg românește, dar de vorbit, nu (vorbesc).